# Dogme
Dogme gilt zum einen als Methodenlehre des Fremdsprachenunterrichts und zum anderen als Bewegung. Dogme ist ein kommunikativer Ansatz des Sprachenlehrens, der dazu auffordert, auf den Einsatz von Lehrbüchern zu verzichten und stattdessen auf kommunikativen Austausch zwischen Schülern und Lehrern zu setzen. Dogme geht zurück auf einen Artikel des Sprachpädagogen Scott Thornbury. Der Dogme-Ansatz wird auch als „Dogme ELT“ bezeichnet. In dieser Bezeichnung kommen seine Ursprünge im Bereich des ELT (English language teaching) zum Ausdruck. Obwohl der Name „Dogme“ eine Analogie zu dem von Lars von Trier initiierten Film-Manifest Dogma 95 (dän. Dogme 95) darstellt, wird die Verbindung als nicht sehr eng angesehen.

## Hauptprinzipien von Dogme
Der Dogme-Ansatz hat zehn Hauptprinzipien.
1. Interaktivität: der direkte Weg zum Lernen ist in der Interaktivität zwischen Lehrern und Schülern sowie zwischen den Schülern selbst zu finden.
2. Einbindung: Schüler sind beim Lernprozess besonders engagiert, wenn es dabei um Inhalte geht, die sie selbst kreiert haben.
3. Dialogische Prozesse: Lernen wird als sozialer und dialogischer Prozess verstanden, in dem Wissen gemeinschaftlich aufgebaut wird.
4. Ko-Konstruktion (des Lernens): Lernen findet durch Konversationen statt, in denen Lernender und Lehrer Wissen und Fähigkeiten gemeinsam hervorbringen.
5. Entstehung: Sprache und Grammatik entstehen aus dem Lernprozess heraus. Darin liegt ein klarer Unterschied zu der Vorstellung, die Lerner würden sich eine bereits existierende Sprache „aneignen“.
6. Angebotscharakter: die Rolle des Lehrers besteht darin, den Angebotscharakter des Sprachenlernens dadurch zu optimieren, dass er die Aufmerksamkeit auf entstehende Sprache richtet.
7. Stimme: Der Stimme des Lernenden, seinen Überzeugungen und seinem Wissen wird Anerkennung entgegengebracht.
8. Empowerment: Die Verbannung von professionell publizierten Materialien und Lehrbüchern aus dem Klassenzimmer stellt eine Ermächtigung der Schüler und Lehrer zu eigenständigem Lehr- und Lernhandeln dar.
9. Relevanz: verwendete Materialien (z. B. Texte, Tondokumente und Videos) sollen für die Lernenden relevant sein.
10. Kritischer Gebrauch: Lehrer und Schüler sollen mit professionell publizierten Materialien und Lehrbüchern in einer kritischen Weise umgehen, die berücksichtigt, dass solche Materialien kulturelle und ideologische Einfärbungen und Voreingenommenheiten beinhalten (können).

## Zentrale Grundsätze von Dogme
Aus den zehn Schlüsselprinzipien lassen sich drei Grundregeln ableiten.

### Lehren durch Konversation
Innerhalb des Dogme-Rahmens gilt Konversation (Gespräche, Unterhaltungen) als die grundlegende Quelle für das Sprachenlernen, weil sie die „fundamentale und universale Form der Sprache“ darstellt und als „Sprache im Gebrauch“ angesehen werden kann. Da Unterhaltungen im realen Leben eher interaktionistischen als transaktionalen Charakter haben, legt der Dogme-Ansatz besonderen Wert auf Kommunikation, die soziale Interaktion begünstigt und fördert. Der Zugang zu Sprache, der Dogme kennzeichnet, liegt eher auf der Diskursebene als auf der Ebene einzelner Sätze, weil davon ausgegangen wird, dass ein solcher Ansatz die Lernenden besser auf die Kommunikation im echten Leben vorbereitet, wo die Unterhaltung in ihrer Gesamtheit stets wichtiger ist als die Analyse einzelner Aussagen. Dogme geht davon aus, dass der Erwerb von Fähigkeiten und Fertigkeiten ein gemeinsam konstruierter (co-constructed) Vorgang ist, der in der Interaktion zwischen dem Lernenden und dem Lehrer stattfindet. Lehren ist in diesem Sinne als Konversation zwischen diesen beiden Parteien zu verstehen. Insofern spiegelt das Dogme-Konzept Tharps Ansicht wider, die besagt: „um wahrhaft zu lehren, muss man sich unterhalten; sich wahrhaft unterhalten bedeutet Lehren“.

### Materialreduzierter Ansatz
Dem Dogme-Ansatz zufolge sind von den Schülern selbst produzierte Materialien vorgefertigten Arbeitsmaterialien und Lehrbüchern vorzuziehen. Das geht so weit, dass Lehrer dazu aufgefordert werden, ein Keuschheitsgelübde abzulegen und gänzlich auf den Einsatz von Lehrbüchern zu verzichten. Die Dogme-Lehrmethode ist deswegen auch schon dafür kritisiert worden, Lehrern nicht den Einsatz der gesamten Bandbreite an verfügbaren Materialien und Hilfsmitteln zu ermöglichen. Es wird sogar die Position vertreten, Dogme sei lehrbuch- und technologiefeindlich. Meddings und Thornbury sehen die zentralen Kritikpunkte an Lehrbüchern in deren Tendenz, die Beschäftigung mit Grammatik über den Erwerb wirklicher Kommunikationskompetenz zu stellen, sowie in den kulturellen Einseitigkeiten und Voreingenommenheiten, die man oft in diesen Werken (besonders in den für weltweite Vermarktung vorgesehenen) findet. Dogme kann tatsächlich als eine Pädagogik angesehen werden, die den Aspekt der mangelnden Verfügbarkeit und Erschwinglichkeit professioneller Unterrichtsmaterialien in vielen Teilen der Welt berücksichtigt. Befürworter des Dogme-Ansatzes argumentieren, dass sie weniger gegen Materialien, sondern vor allem für die Lernenden seien, und schließen sich in diesem Punkt anderen Formen lernzentrierter Unterrichtsmethoden und der Kritischen Pädagogik an.

### Sprachentstehung
Der Dogme-Ansatz sieht das Sprachenlernen nicht als einen Vorgang, bei dem eine Sprache erworben oder sich angeeignet wird, sondern als einen Prozess, während dessen Sprache neu entsteht. Diese Auffassung teilt Dogme mit anderen Ansätzen des Sprachenlernens, z. B. dem aufgabenorientierten Lernen. Es wird davon ausgegangen, dass Sprache auf zweierlei Art und Weise entsteht. Zum einen führen die Aktivitäten im Klassenzimmer zu kooperativer Kommunikation unter den Schülern. Zum anderen bringen die Lernenden Sprache hervor, die ihnen nicht unbedingt gelehrt wurde. Ein wichtiger Teil der Aufgabe des Lehrers in diesem Prozess besteht darin, das Aufkommen von Sprache zu erleichtern und zu unterstützen. Allerdings erschöpft sich die Rolle des Lehrers bei Dogme nicht allein darin, die richtigen Ausgangsbedingungen für die Entstehung von Sprache zu gestalten. Der Lehrer muss die Schüler darüber hinaus dazu auffordern und anregen, sich mit der neuen Sprache zu befassen, um so sicherzustellen, dass tatsächlich Lernen stattfindet. Er kann dies auf unterschiedliche Weise tun, z. B. mittels Belohnung, Wiederholung oder Bewertung. Da Sprache eher entsteht als dass sie erworben wird, ist es nicht erforderlich, einem von außen vorgegebenen Lehrplan zu folgen. Tatsächlich ist es eher umgekehrt, denn der Inhalt ergibt sich aus dem Lernprozess.

## Pädagogische Grundlagen von Dogme
Dogme hat seine Wurzeln in kommunikativen Ansätzen des Fremdsprachenunterrichts (eigentlich sieht sich Dogme selbst als Versuch, dem Aspekt der Kommunikation in kommunikativen Ansätzen wieder zentrale Bedeutung zu geben). Dogme hat Beachtung gefunden für seine Anschlussfähigkeit an das reflexive Lehren und für die Absicht, „das Klassenzimmer durch eine radikale Pädagogik des Dialogs zu humanisieren“. Dogme weist viele Gemeinsamkeiten mit dem aufgabenorientierten Ansatz des Fremdsprachenunterrichts auf und unterscheidet sich von diesem eher in den Begriffen und der Methodologie als in der zugrunde liegenden Philosophie. Wissenschaftliche Forschungsergebnisse und Belege gibt es für Dogme nur begrenzt, Thornbury ist jedoch der Auffassung, dass Dogme aufgrund der Ähnlichkeiten mit dem aufgabenorientierten Lernen auch zu vergleichbaren Resultaten führen dürfte. Ein Beispiel dafür ist der Befund, dass die Beschäftigung mit kommunikativen Aufgaben Lerner dazu bringt, zu interagieren, Sprache hervorzubringen und ihr Lernen gemeinschaftlich zu konstruieren.

## Dogme als eine Kritische Pädagogik
Obwohl Thornbury anmerkt, dass Dogme an sich keine gesellschaftlichen Veränderungen anstrebt und somit nicht die allgemein geltenden Kriterien einer Kritischen Pädagogik erfüllt, kann Dogme hinsichtlich seines gegen das Establishment gerichteten Ansatzes des Sprachenlehrens durchaus als kritisch angesehen werden.

## Dogme, Technologie und das Web 2.0
Obwohl das Lehren nach den Dogme-Grundsätzen zum Teil als technologiefeindlich angesehen wird, ist Thornbury der Meinung, Dogme stehe der Nutzung von Technologie nicht grundsätzlich ablehnend gegenüber, sondern kritisiere lediglich solche Formen von Technologie, die kein lernerzentriertes, auf authentischer Kommunikation basierendes Unterrichten ermöglichen. Neuere Versuche, die Dogme-Prinzipien auf das Fremdsprachenlernen mit Tools des Web 2.0 anzuwenden (unter der Bezeichnung “Dogme 2.0”), werden dann auch als Beleg dafür angesehen, dass sich Dogme in einem Transformationsprozess befinde und sehr wohl mit neuer Technologie kompatibel sei. Zwar gibt es in dieser Streitfrage keinen eindeutigen Konsens unter Dogme-Lehrern; die vorherrschende Meinung ist jedoch, dass die Beibehaltung herkömmlicher Klassenraum-Settings der Ersetzung körperlicher Anwesenheit durch Kommunikation per digitaler Technologie vorzuziehen sei.

## Kritik an Dogme
Dogme ist aufgrund der wahrgenommenen Ablehnung des Einsatzes sowohl professionell publizierter Lehrbücher als auch moderner Technologie im Sprachenunterricht unter Kritik geraten. Weiterhin wird der anfängliche Aufruf zu einem Lehrbuch-Keuschheitsgelübde als unnötig puristisch angesehen; ein weniger strikter Umgang mit den Dogme-Prinzipien, so die Kritiker, böte den Lehrern die Möglichkeit, Hilfsmittel entsprechend den Anforderungen der jeweiligen Unterrichtsstunde frei zu wählen. Auch Maley stellt Dogme als einen Ansatz dar, der "Lehrern zusätzliche Einschränkungen auferlegt”. Christensen bemerkt, dass die Einführung von Dogme-Praktiken in außereuropäischen Ländern wie Japan aus kulturellen Gründen auf größere Schwierigkeiten treffen könnte. Es sind auch Fragen aufgeworfen worden hinsichtlich der Angemessenheit von Dogme für ressourcenarme Kontexte und für die Vorbereitung von Schülern auf Prüfungen, die die Abarbeitung bestimmter Lehrpläne voraussetzen.